# Étourneau gris
Spodiopsar cineraceus
Espèce
Répartition géographique
- Zones de nidification, permanentes
- Zones d'hivernage
- Zones de passage migratoire
- Zones de nidification, en été

Statut de conservation UICN

 LC  : Préoccupation mineure
L’Étourneau gris (Spodiopsar cineraceus Temminck, 1835) est une espèce de passereaux de la famille des sturnidés.

## Description morphologique
Le corps de l’Étourneau gris mesure environ 24 cm de long. Les ailes, la poitrine et le cou sont bruns, avec des zones blanches au niveau des joues et du croupion. Les pattes et le bec sont orangés.
Les mâles adultes ont la poitrine, le ventre et le dos plus foncés, tandis que les femelles sont plus ternes.

## Distribution
L'aire de répartition de l'Étourneau gris s'étend en Asie orientale (Chine, Mongolie, sud-est de la Russie, péninsule de Corée, Japon).
Les oiseaux vivant au Japon sont majoritairement sédentaires, mais certains individus du nord du pays migrent au sud en hiver. On trouve l'Étourneau gris en plaine et dans les zones de faible altitude, principalement dans les zones urbaines ou cultivées.

## Écologie
L'Étourneau gris est omnivore et se nourrit de graines, de fruits et de larves d'insectes. Il peut rechercher sa nourriture au sol ainsi que dans les branches des arbres, où il picore des fruits tels que les kakis. Son nom japonais, mukudori (椋鳥), signifiant littéralement « oiseau muku » serait lié à sa tendance à se nourrir de fruits d'Aphananthe aspera (en), une espèce d'arbre appelée mukunoki (椋の木), ce qui signifie « arbre muku » en japonais. Son régime alimentaire est cependant bien plus varié que ne le laisserait penser ce nom.
La saison de reproduction s'étend de mars à juillet. Les individus forment des couples territoriaux et construisent leur nid dans une cavité se trouvant dans un arbre creux ou sous une avancée de toit. Ils y pondent 4 à 7 œufs qui éclosent après environ 12 jours d'incubation. Les deux parents élèvent la nichée, et peuvent être observés ensemble à la recherche de nourriture. Les juvéniles quittent le nid après environ 23 jours et accompagnent encore leurs parents durant un mois. Chaque couple peut avoir entre une et deux nichées par an.
Après la période de reproduction, les étourneaux gris forment des groupes sociaux, et plus particulièrement des rassemblements nocturnes appelés « dortoirs ». Les dortoirs peuvent réunir des oiseaux venant d'une distance de plus de 10 km, et peuvent être constitués de plusieurs dizaines de milliers d'individus. Au Japon, ces rassemblements étaient autrefois courants dans les bosquets de feuillus et dans les bambouseraies, mais les activités humaines ont entraîné une raréfaction de ces habitats. Les dortoirs se situent ainsi de plus en plus fréquemment en zone urbaine.
Le chant de l'Étourneau gris est constitué d'une série de sons grinçants. Lorsque de nombreux individus se réunissent, le bruit peut devenir très élevé.
Les groupes vivant en ville peuvent être très nombreux, et ils entraînent des nuisances sonores ainsi que des dégradations causées par leurs fientes. Leur nombre est ainsi devenu problématique dans certaines zones urbaines du Japon.

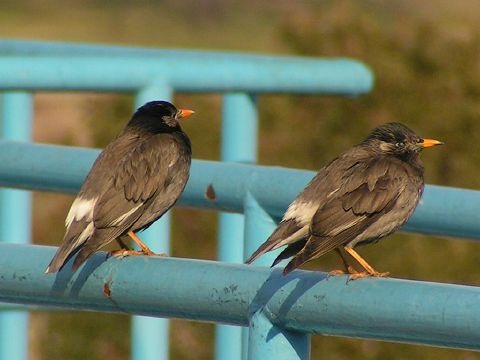
Étourneau gris en période de reproduction (gauche : mâle, droite : femelle.)
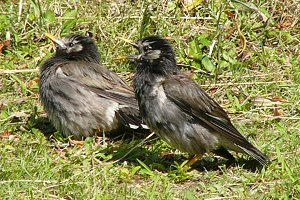
Juvéniles venant de quitter le nid, reconnaissables à leur plumage plus clair dans la zone du poitrail au ventre.
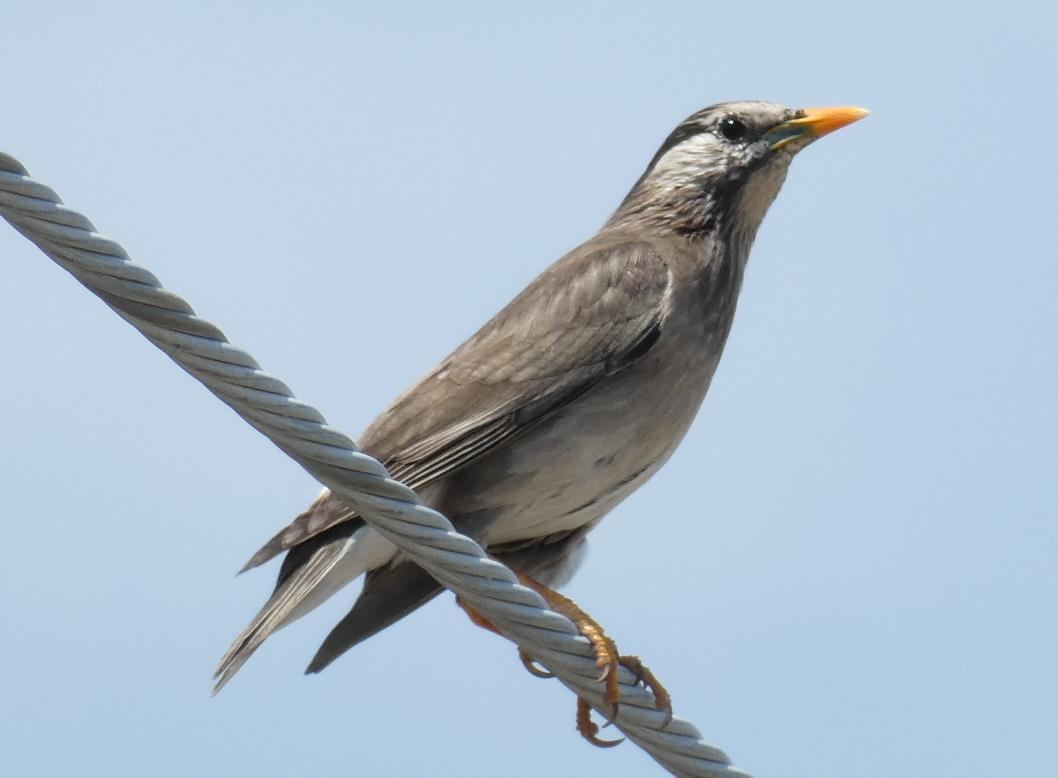
Étourneau gris perché sur le fil d'une voie ferrée.
- (Vidéo) Étourneau gris picorant un kaki.

## Hybridation avec l'Étourneau soyeux

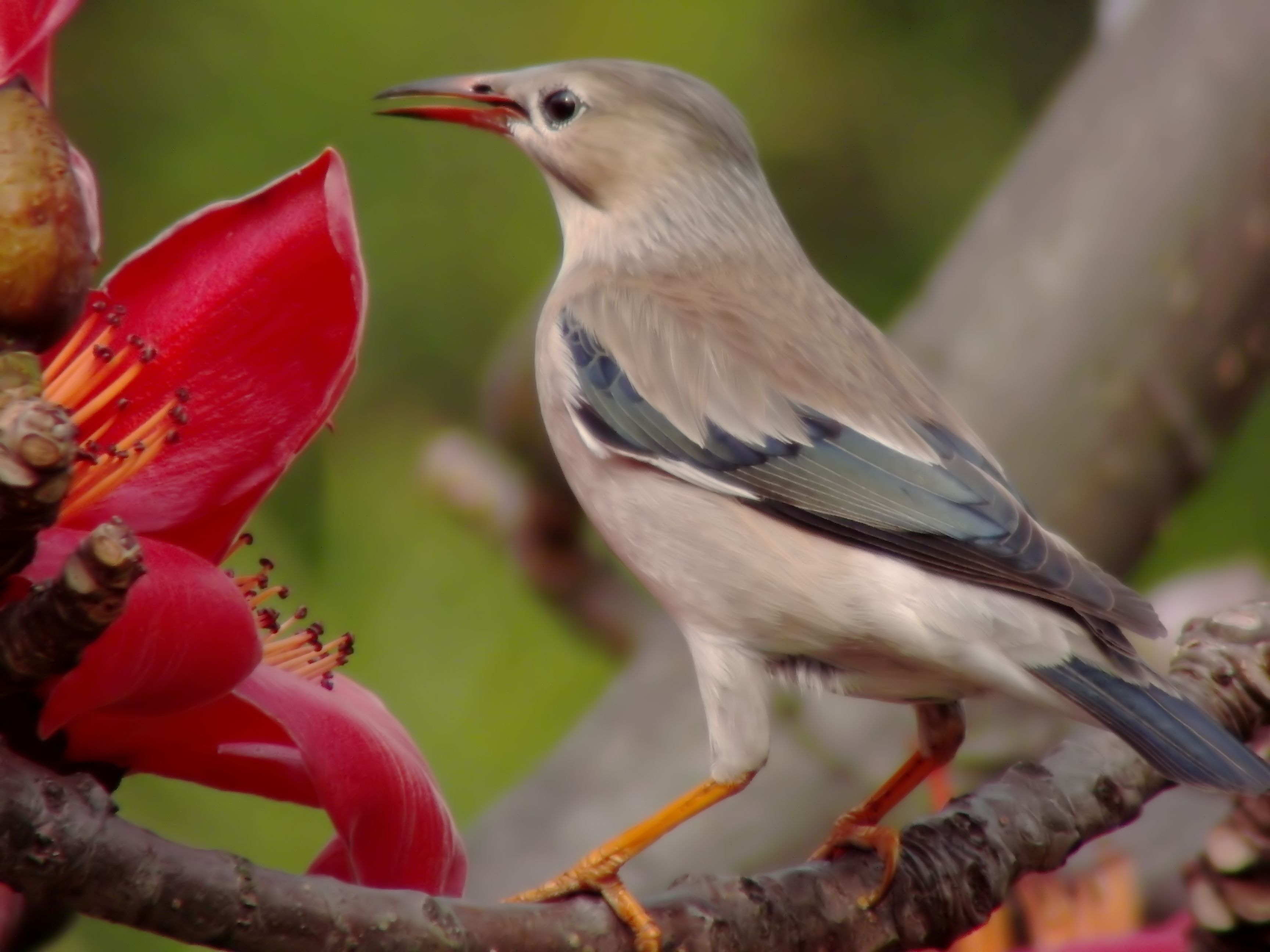
Étourneau soyeux (Spodiopsar sericeus) en mars 2011 à Hong Kong (Chine).

Des hybridations entre l'Étourneau gris et l'Étourneau soyeux ont été documentées. Ainsi, en mai 2009, un croisement entre une femelle d'Étourneau gris et un mâle d'Étourneau soyeux a été observé dans la préfecture de Kōchi au Japon.

## Relations avec les humains

### Représentation dans la culture
L'Étourneau gris apparaît souvent dans la littérature japonaise. Il est notamment utilisé en tant que kigo (« mot de saison ») pour représenter l'hiver. Durant l'époque d'Edo, les habitants d'Edo se moquaient des migrants (dekasegi) venus des provinces de Ōu et de Shinano pour trouver du travail en hiver, les appelant « étourneaux », c'est-à-dire des campagnards bruyants. Le poète Issa Kobayashi a subi ce genre de moqueries en se rendant de Shinano, sa province natale, jusqu'à Edo, et a laissé derrière lui le haïku suivant : correction de ma propre correction : retour à l'original (椋鳥と人に呼ばるる寒さかな). Durant l'ère Meiji, Mori Ōgai a nommé « Les nouvelles de l'étourneau » (椋鳥通信) une chronique rapportant des informations de l'étranger, laissant entendre que le Japon n'était qu'un campagnard face au reste du monde.
Dans la nouvelle de Kenji Miyazawa intitulée « Le saule qui attrapait des oiseaux » (とりをとる柳), l'auteur fait référence à un oiseau qu'il nomme mozu (もず), dont un groupe d'un millier d'individus s'envole des arbres. Ce nom correspond au nom japonais actuel de la Pie-grièche bucéphale, mais il s'agit aussi d'un ancien nom de l'Étourneau gris dans la préfecture d'Akita. La Pie-grièche bucéphale étant plutôt un oiseau solitaire, l'auteur faisait probablement référence à l'étourneau,.

### Gastronomie
Au Japon, l'Étourneau gris n'est plus consommé, mais le Yamato Honzō (ja) (un traité de biologie et d'agronomie publié en 1709) le décrit comme étant "savoureux", ce qui suggère que l'oiseau était autrefois consommé.

### Bénéfices et nuisances

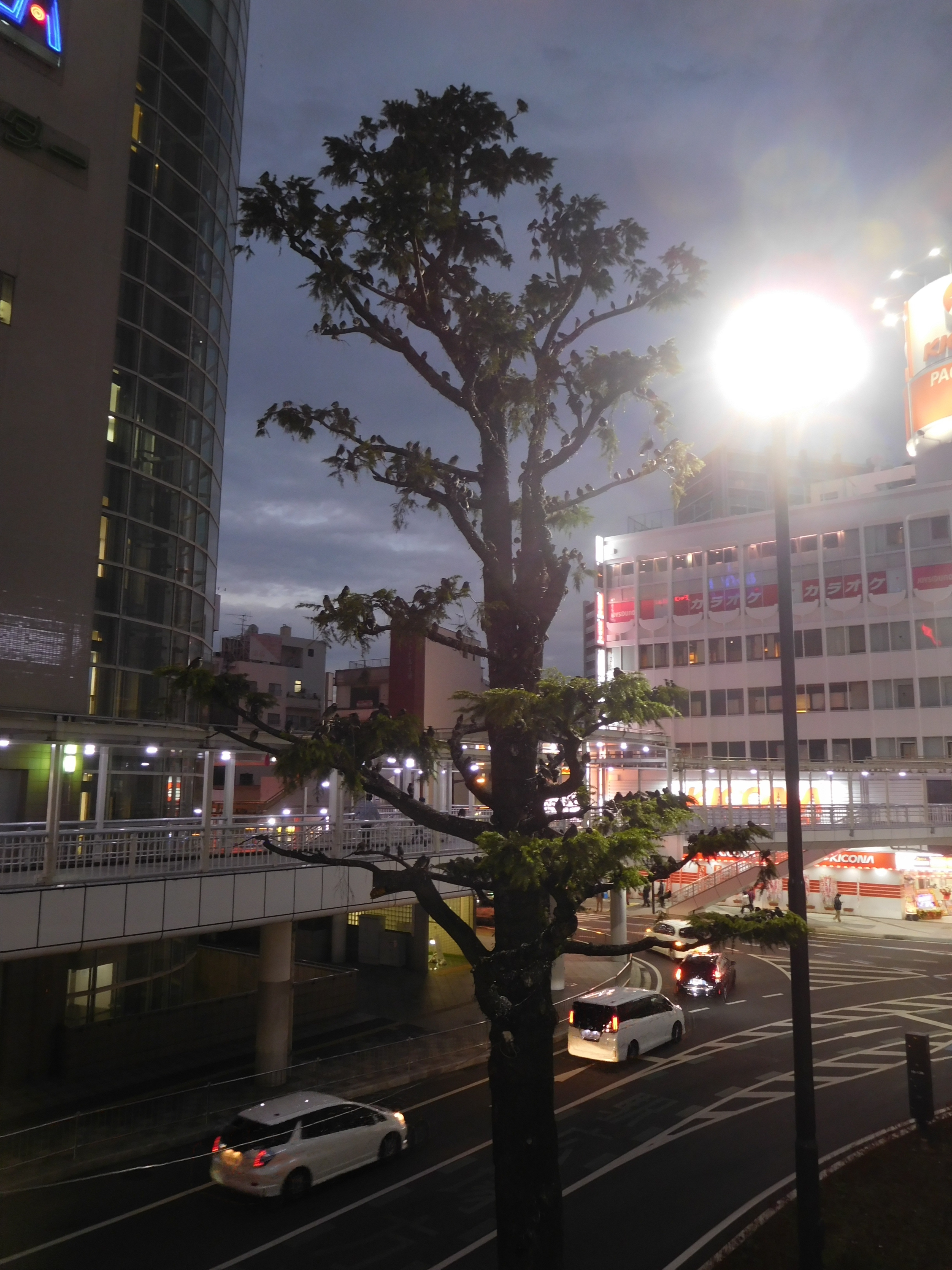
Groupe d'étourneaux gris dans les arbres (Japon, préfecture d'Ibaraki, gare de Tsuchiura)

Au Japon, les étourneaux gris étaient autrefois considérés comme des oiseaux utiles car ils consomment des insectes nuisibles aux cultures.
Plus récemment, la destruction de leur habitat naturel a provoqué l'installation de nombreux groupes d'étourneaux dans des zones urbaines, où le bruit de leurs cris et les dégâts causés par leurs fientes sont considérés comme d'importantes nuisances.
Au Japon, l'Étourneau gris est classifié dans la catégorie des oiseaux gibier depuis 1994.
L'Organisation nationale de recherche agronomique et alimentaire a démontré qu'il était possible d'utiliser des cris de détresse émis par les oiseaux lorsqu'ils se font capturer par un prédateur, dans le but de déplacer les dortoirs d'étourneau gris. Des méthodes similaires sont également utilisées sur le moineau friquet, ainsi que le bulbul à oreillons bruns.

## Systématique
Le nom valide complet (avec auteur) de ce taxon est Spodiopsar cineraceus (Temminck, 1835).
L'espèce a été initialement classée dans le genre Sturnus sous le protonyme Sturnus cineraceus Temminck, 1835.
Ce taxon porte en français le nom vernaculaire ou normalisé suivant : Étourneau gris.
Spodiopsar cineraceus a pour synonyme :
- Sturnus cineraceus Temminck, 1835